# 디옥시유리딘 일인산
디옥시유리딘 일인산(영어: deoxyuridine monophosphate, dUMP)은 디옥시리보뉴클레오타이드의 한 종류이다. 디옥시유리딜산이라고도 한다.
디옥시유리딘 일인산은 디옥시리보뉴클레오타이드 대사 과정의 중간생성물이다.

## 같이 보기
- dCMP 탈아미노효소
- 유리딘 일인산 (UMP)